# Zone de la Mata
La mésorégion de la Zone de la Mata est une des douze mésorégions de l'État du Minas Gerais.
Elle se situe à la limite des États de Rio de Janeiro et de l'Espírito Santo. Originellement, sa couverture végétale était composée de la mata atlântica, d'où son nom. Son relief est accidenté avec de hautes collines. Dans la serra de Caparaó, à la limite avec l'Espírito Santo, se trouve le pic de la Bandeira. Par les vallées de la serra da Mantiqueira s'écoulent les principaux affluents de la rive droite du rio Paraíba do Sul, tels que le rio Paraibuna, le rio Pomba et le rio Muriaé. Dans la partie nord de la région naissent quelques-uns des affluents et des principales sources du rio Doce, tels que les rios Piranga, Xopotó et Manhuaçu.
Elle est formée de 143 municipalités regroupées en sept microrégions, la plus importante d'entre elles étant celle de Juiz de Fora. Les municipalités les plus importantes de la région sont Manhuaçu, Viçosa, Muriaé, Ubá, Cataguases, Ponte Nova, Leopoldina, Santos Dumont, Visconde do Rio Branco, São João Nepomuceno, Carangola et Além Paraíba. Elle couvre une superficie de 35 748 km2 pour une population de 2 175 254 habitants (IBGE, 2010).

## Mésorégions limitrophes
- Mésorégion métropolitaine de Belo Horizonte
- Campo das Vertentes
- Sud et Sud-Ouest du Minas
- Vallée du Rio Doce
- Sud Fluminense (dans l'État de Rio de Janeiro)
- Centre Fluminense (Rio de Janeiro)
- Nord-Ouest Fluminense (Rio de Janeiro)
- Sud de l'Espírito Santo (dans l'État de l'Espírito Santo)

## Microrégions[1]
- Cataguases
- Juiz de Fora
- Manhuaçu
- Muriaé
- Ponte Nova
- Ubá
- Viçosa